# حامل (رياضيات)
حامل الدالة (بالإنجليزية: support)‏ في الرياضيات هو جزء مجال تعريفها الذي تتركز فيه المعلومات الضرورية للدالة.
مجموعة النقاط التي تكون قيمة الدالة {\displaystyle f} فيها لاصفرية {\displaystyle f(x)\neq 0}. وهذا المفهوم من المفاهيم المعروفة في التحليل الرياضي.

## التحليل

### داعم دالة
داعم الدالة {\displaystyle f} يرمز له بـ {\displaystyle \operatorname {supp} (f)} .
لتكن {\displaystyle A} فضاء طوبولوجيا و{\displaystyle f:A\to \mathbb {R} } دالة مستمرة.
فإن داعم الدالة {\displaystyle f} يتشكل حينها من غالق يضم النقاط اللا صفرية للدالة {\displaystyle f}:
{\displaystyle \operatorname {supp} (f):={\overline {\{x\in A\mid f(x)\neq 0\}}}}